# Iphiclos din Rodos
Iphiclos din Rodos (greaca veche: Ἴφικλος ὁ Ῥόδιος, Iphiklos ho Rhodios) este un personaj minor din mitologia greacă. Erou local al insulei Rodos din Marea Egee, el a fost conducătorul dorienilor care au pus capăt dominației feniciene din insulă.